# Carlos Pollán
Carlos Pollán Fernández (León, 1967) es un jurista y político español del partido Vox. Anteriormente fue jugador, entrenador y presidente del Club Balonmano Ademar León. Elegido como procurador a las Cortes de Castilla y León en las elecciones de 2022, fue elegido presidente de las Cortes.

## Primeros años y carrera
Nacido en León, Pollán es hijo de un minero. Es licenciado en Derecho y luego obtuvo el título de Graduado Social y se convirtió en asesor laboral, mientras formaba parte del club de balonmano. Ademar León de 1986 a 2013. Jugó como portero durante ocho años y entrenó a su equipo filial Universidad de León Ademar durante 12 temporadas antes de convertirse en presidente del club en 2009. Su presidencia desembocó en el concurso de acreedores del club, al no poder asumir deudas por valor de 900.000€. Abandonó la presidencia en abril de 2013.
Pollán tiene dos hijos y está separado.

## Carrera política
En 2019, Pollán se presentó sin éxito a la alcaldía de Sariegos en las elecciones municipales de 2019, y quedó quinto en la lista de Vox para las Cortes de Castilla y León en las autonómicas. Ese mismo año se convirtió en la cuarta persona en ese mismo año en dirigir Vox en la provincia de León, en medio de una crisis por la no entrada del partido en la Diputación Provincial.
Pollán encabezó la lista de Vox en León para las elecciones autonómicas castellano y leonesas de 2022. El 10 de marzo, el Partido Popular del presidente autonómico Alfonso Fernández Mañueco formó gobierno con Vox, el primer gobierno autonómico en incluir al partido. Pollán pasó a ser presidente de las Cortes.
Pollán se opone abiertamente a la división de España en comunidades autónomas, creyendo que esto ha convertido un estado centralizado en 17 estados centralizados y ha puesto en desventaja a provincias periféricas como su León natal.